# Celio
Celio är en stadsdel i södra Rom och tillika ett av Roms rioni. Namnet ”Celio” kommer av Caelius, en av Roms sju kullar.

## Kyrkobyggnader
- San Giovanni a Porta Latina
- San Giovanni in Oleo
- San Gregorio al Celio
  - Oratorio di Santa Barbara al Celio
  - Oratorio di Sant'Andrea al Celio
  - Oratorio di Santa Silvia al Celio
- Santa Maria in Domnica (Santa Maria alla Navicella)
- Santa Maria della Pietà al Colosseo
- Santi Giovanni e Paolo
- Santi Quattro Coronati
  - Oratorio di San Silvestro
  - Oratorio di Santa Barbara
- San Tommaso in Formis
- San Sisto Vecchio
- San Cesareo de Appia

### Dekonsekrerade kyrkobyggnader
- Santa Maria in Tempulo
- Oratorio dei Sette Dormienti

## Byggnadsverk i urval
- Konstantinbågen
- Dolabellas båge
- Clivo di Scauro
- Colosseum
- Ludus Magnus
- Villa Celimontana